# Alessandro Knips Macoppe
Alessandro Knips Macoppe (Padova, 10 dicembre 1662 – Padova, 10 agosto 1744) è stato un medico italiano.

## Biografia
Nato da una famiglia di origine tedesca, si laureò all'Università di Padova in filosofia e medicina nel 1681.
Inizialmente esercitò la professione medica a Venezia, giungendo rapidamente a gran fama tanto da diventare medico personale del principe Alessandro Farnese comandante dell'esercito della Repubblica di Venezia.
Viaggiò a lungo in Europa, soggiornando per due anni a Montpellier, dove si dedicò allo studio della chimica e della farmacologia.
Dopo essere tornato a Padova ottenne, nel 1703, la cattedra ad lecturam simplicium  (l'odierna farmacologia)  nell'Università.
Nel 1716, passò alla cattedra di medicina teorica ordinaria e infine, nel 1727, a quella di medicina pratica ordinaria, che tenne fino alla morte.
Empirista, avversò la nascente medicina razionalistica.
Nichilista in terapia, riteneva che la dieta e l'acqua fossero i migliori ausili terapeutici, anche se fu sostenitore dell'uso del mercurio nella cura della sifilide e dell'acqua termale euganea in diverse malattie.
Molto rinomato come medico pratico, a causa del suo spirito combattivo, polemico e istrionico, fu spesso inviso ai colleghi anche per le sue battute ironiche e pungenti.
Ottenne popolarità europea e fama imperitura grazie ai suoi gustosi e cinici aforismi che, dopo aver circolato per molti anni in forma manoscritta, furono pubblicati postumi e ristampati più volte.

## Opere principali
- De aortae polypo epistola medica praeclarissimo, ac eruditissimo viro Carolo Patino (1693).
- Pro empirica secta adversus theoriam Medicam (1717).
- Aphorismi medico-politici centum (1795; 1813; 1822; 1825; 1850; 1857; 1864; 1991;).

## Curiosità
Si racconta che sul letto di morte, il Knips Macoppe, lasciasse in eredità alla sua serva un libro in cui erano scritte le sole parole: Acqua, dieta, serviziale guarisce da ogni male.